# Păușești-Măglași
Păușești-Măglași è un comune della Romania di 4 020 abitanti, ubicato nel distretto di Vâlcea, nella regione storica dell'Oltenia. 
Il comune è formato dall'unione di 6 villaggi: Coasta, Păușești-Măglași, Pietrari, Ulmețel, Valea Cheii, Vlăduceni.